# Governació de Manouba
La governació o wilaya de Manouba (àrab: ولاية مَنُّوبَة, wilāyat Mannūba) és una divisió administrativa de primer nivell de Tunísia, situada al nord del país i al nord-oest de la ciutat de Tunis. La capital n'és la ciutat de Manouba. Limita amb les governacions de Bizerta, Zaghouan, Béja, Tunis, Ariana i Ben Arous. Té una superfície de 1.137 km² i una població aproximada de 358.700 habitants l'any 2008 (342.000, l'any 2005). La governació és creuada per una via de ferrocarril.

## Economia
La seva activitat principal és l'agricultura, però també té una incipient indústria i s'hi han desenvolupat sis zones industrials: Mornaguia, Tébourba, Jédaïda, Ksar Saïd, Borj El Amri i Borj El Khalsi, a més d'una altra planejada a El Fejja. La indústria és principalment tèxtil, del cuir, agroalimentària, elèctrica i mecànica.

## Organització administrativa
La governació fou creada l'1 de juliol de 2000, de la segregació de territoris de la governació d'Ariana.
El seu codi geogràfic és 14 (ISO 3166-2:TN-12).

### Delegacions
Està dividida en vuit delegacions o mutamadiyyes i 46 sectors o imades:
- Manouba (14 51)
  - Manouba (14 51 51)
  - Manouba Centre (14 51 52)
  - Sidi Amor (14 51 53)
  - Den-Den (14 51 54)
  - Ksar-Said (14 51 55)
  - Den-Den Sud (14 51 56)
- Douar Hicher (14 52)
  - Douar Hicher (14 52 51)
  - Khaled Ibn El Oualid (14 52 52)
  - Cité Er-Riadh (14 52 53)
  - Cité Ennassim (14 52 54)
  - Cité Ech-Chabeb (14 52 55)
- Oued Ellil (14 53)
  - Oued Ellil (14 53 51)
  - Es Saida (14 53 52)
  - Er Riadh (14 53 53)
  - Cité El Ouerd (14 53 54)
  - Ennajet (14 53 55)
  - Sanhaja (14 53 56)
  - El Kobbâa (14 53 57)
- Mornaguia (14 54)
  - Mornaguia (14 54 51)
  - 20 Mars (14 54 52)
  - Bouragba (14 54 53)
  - El Fejja (14 54 54)
  - Sidi Ali El Hattab (14 54 55)
  - Hmaïem (14 54 56)
  - El Bassatine (14 54 57)
  - Mornaguia Nord (14 54 58)
- Borj El Amri (14 55)
  - Borj El Amri (14 55 51)
  - Menzel Habib (14 55 52)
  - Borj Ennour (14 55 53)
  - El Moussadine (14 55 54)
- Djedaida (14 56)
  - Djedaïda (14 56 51)
  - Djedaïda Hached (14 56 52)
  - Chaouat (14 56 53)
  - El Mansoura (14 56 54)
  - Ez-Zahra (14 56 55)
  - El Habibia (14 56 56)
- Tebourba (14 57)
  - Tebourba (14 57 51)
  - El Ansarine (14 57 52)
  - Edkhila (14 57 53)
  - El Mellaha (14 57 54)
  - Banlieue de Tebourba (14 57 55)
  - Er-Raja (14 57 56)
  - Ech-Chouigui (14 57 57)
- El Battane (14 58)
  - El Battane (14 58 51)
  - Borj Ettoumi (14 58 52)
  - Mehrine (14 58 53)
  - El Aroussia (14 58 54)

### Municipalitats
Està dividida en deu municipalitats o baladiyyes:
- Mannouba (14 11)
- Denden (14 12)
- Douar Hicher (14 13)
- Oued Ellil (14 14)
- Mornaguia (14 15)
- Borj El Amri (14 16)
- Djedaïda (14 17)
- Tebourba (14 18)
- El Battan (14 19)
- El Bassatine (14 20)